# Palaeosynthemis cyrene
Palaeosynthemis cyrene is een libellensoort uit de familie van de zuidelijke glanslibellen (Synthemistidae), onderorde echte libellen (Anisoptera).
De wetenschappelijke naam van de soort is voor het eerst geldig gepubliceerd in 1953 door Lieftinck.